# Barranc d'Aigüero
El Barranc d'Aigüero, és un dels barrancs del terme de la Torre de Cabdella, dins de l'antic terme primigeni d'aquest municipi.
Es forma a uns 2.000 m. alt., en un ample circ que forma tot de barrancs que davallen cap a ponent des de les Solanes de Pamano, en aquesta serra, prop dels Colladons de Pamano, del Tossal de Pamano i del Coll del Triador. El branc principal d'aquest barranc es forma precisament sota mateix del Coll del Triador.
Baixa sempre cap a ponent, decantant-se cap al sud, i va a desembocar al Flamisell quasi al davant mateix, costat de llevant, del poble d'Espui.